# Wilhelmina Gerretje Sablairolles

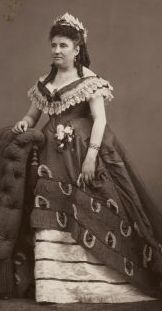
Wilhelmina Gerretje Sablairolles

Wilhelmina Mina Gerretje Sablairolles (* 11. August 1818 in Den Haag; † 19. August 1891 in Rotterdam) war eine niederländische Schauspielerin.

## Leben
Wilhelmina Gerretje Sablairolles meist Mina genannt, wurde am 11. August 1818 in Den Haag geboren. Sie war die Tochter des Bühnenschauspielers Jacob Hendrik Sablairolles (1793–1833) und der Kostümbildnerin Johanna Scholten (1793–1842). Ihre Familie war protestantisch und sie hatte acht Geschwister, von denen zwei früh gestorben waren. Als Schauspieler reiste ihr Vater viel. Kurz nach ihrer Geburt reiste die Familie nach Amsterdam, dort war ihr Vater einer Kompanie beigetreten, die unter der Leitung von Willem Weddelooper auftrat. Im Alter von vier Jahren trat Mina Sablairolles zusammen mit ihrer fünfjährigen Schwester Sophia zum ersten Mal auf. In den folgenden Jahren hatten sie, ihr Vater und Sophie Engagements unter anderem in Zeeland und Friesland. Als Mina Sablairolles vierzehn Jahre alt war, starb ihr Vater nach kurzer Krankheit an Cholera. Zwei Tage nachdem ihre Mutter Zwillinge zur Welt gebracht hatte.
Mina und Sophia Sablairolles wurden als Schauspielerinnen bei der Zuid-Hollandsche Tooneelisten, einer Theatergruppe mit Sitz in Den Haag engagiert. So konnten die Schwestern zum Familieneinkommen beitragen. 1833 debütierte Mina Sablairolles. Nach 1840 waren auch ihre jüngeren Schwestern Suzanna und Henriëtte Jacqueline dort engagiert. Zu Beginn trat Sablairolles hauptsächlich in Kinder- oder Cross-Dressing-Rollen auf. Unterstützung beim Erlernen ihrer Rollen fand sie zu Anfang bei den Schauspielerinnen Joanna Cornelia Bingley und Elisabeth van Elten. Im Laufe der 1840er Jahre übernahm sie zunehmend wichtigere Rollen sowie eigene Benefizauftritte. Allerdings wurde ihr Erfolg etwas durch den noch größeren Erfolg ihrer Schwester Suzanna überschattet.
Mina Sablairolles heiratete am 26. März 1845 in Den Haag den 35-jährigen Jean Cretien Valois (1809–1894), Direktor des Königlichen Theaters und Miniaturmaler. Sablairolles und Valois hatten acht Kinder, von denen ein Sohn und eine Tochter innerhalb eines Jahres starben. Die Mutterschaft hinderte Sablairolles nicht daran, ihre Karriere als Schauspielerin fortzusetzen. Sie stand oft bereits wenige Wochen nach der Geburt eines Kindes erneut auf der Bühne. Ihr Mann Valois wurde zusammen mit Breedé von 1854 bis 1858 Direktor der Koninklijke Schouwburg in Den Haag. Danach führte er das Theater alleine. Dies kam der Karriere von Sablairolles zugute, die nun als Ehefrau des Regisseurs großen Einfluss auf die Theatergruppe hatte. Einige ihrer Kinder begannen in jungen Jahren, in Kinderrollen aufzutreten. Drei ihrer Töchter wurden ebenfalls Schauspielerinnen: Wilhelmina (1847–1919), Jacqueline Henriette (1850–1924) und Esther Johanna (geb. 1855). Ebenso wie zwei Schwestern, zwei Schwager und ein Cousin von Sablairolles engagierten sie sich ebenfalls am Theater.
In der Zeit in der Kompanie Valois spielte Wilhelmina Sablairolles häufig die weiblichen Hauptrollen und hatte mehrere Benefizauftritte. 1876 wurde die Kompanie Valois aufgelöst. Nach mehr als vierzig Jahren verließ Sablairolles die Stadt, in der sie so erfolgreich gewirkt hatte. Wilhelmina Sablairolles bekam ein Engagement bei Le Gras, Van Zuylen und Haspels in Rotterdam und als auch diese Kompanie geschlossen wurde, folgte sie Van Zuylen in die Kleine Comedie am selben Ort.
Ihr fünfzigjähriges Bühnenjubiläum feierte sie 1884 mit einer Aufführung von Birch-Pfeiffers „Mutter und Sohn“, in der sie die Rolle der Mutter spielte. In ihren letzten Jahren führte Sablairolles ein Leben im Ruhestand. Wilhelmina Gerretje Sablairolles starb im Alter von 73 Jahren in Rotterdam.